# Поле часток
В абстрактній алгебрі поле часток області цілісності A  — найменше поле, що містить A як підкільце. Побудова поля часток узагальнює побудову множини раціональних чисел з множини цілих чисел.

## Побудова
Нехай A — область цілісності. На множині E = A × A\{0} задається відношення еквівалентності:
- Якщо (a , b) і (c , d) — елементи множини E, то (a , b) ~ (c , d) тоді і тільки тоді, коли ad = bc.

Визначивши додавання і множення на елементах E наступним чином
- Для (a , b) і (c , d), що належать E , (a , b) + (c , d) = (ad + bc , bd)
- Для (a , b) і (c , d), що належать E, (a , b) · (c , d) = (ac , bd)

Дані операції можна задати також і на класах еквівалентності визначеного відношення.
Клас еквівалентності елемента (a , b) найчастіше позначається {\displaystyle {\frac {a}{b}}}, дані класи називаються частками або дробами.
Ці класи еквівалентності з визначеними операціями задовольняють властивості : 
- Скорочення дробу : для ненульового c , {\displaystyle {\frac {ca}{cb}}={\frac {a}{b}}} ;
- комутативність і асоціативність операцій ;
- існування нульового елемента {\displaystyle {\frac {0}{x}}} для додавання:

{\displaystyle {\frac {a}{b}}+{\frac {0}{x}}={\frac {ax}{bx}}={\frac {a}{b}}}
- існування одиниці {\displaystyle {\frac {x}{x}}} при множенні:

{\displaystyle {\frac {a}{b}}\times {\frac {c}{c}}={\frac {ac}{bc}}={\frac {a}{b}}}
- існування елемента {\displaystyle {\frac {-a}{b}}} — оберненого при додаванні до {\displaystyle {\frac {a}{b}}} ;

{\displaystyle {\frac {a}{b}}+{\frac {-a}{b}}={\frac {0}{b^{2}}}}
- існування елемента {\displaystyle {\frac {b}{a}}} оберненого при множенні до {\displaystyle {\frac {a}{b}}} ;

{\displaystyle {\frac {a}{b}}\times {\frac {b}{a}}={\frac {ab}{ab}}}
- Дистрибутивність множення відносно додавання :

{\displaystyle {\frac {a}{b}}{\frac {e}{f}}+{\frac {c}{d}}{\frac {e}{f}}={\frac {aedf+cebf}{bfdf}}={\frac {(ad+cb)e}{bdf}}=({\frac {a}{b}}+{\frac {c}{d}}){\frac {e}{f}}}
Отже класи еквівалентності на множині E = A × A\{0} разом з визначеними операціями додавання і множення утворюють поле. Дане поле і називається полем часток. Елементам {\displaystyle a\in A} області цілісності відповідають елементи {\displaystyle {\frac {a}{1}}} поля часток, тобто існує природне вкладення A в дане поле.

## Приклади
- Полем часток для кільця {\displaystyle \mathbb {Z} } цілих чисел є поле {\displaystyle \mathbb {Q} } раціональних чисел .
- Нехай {\displaystyle R:={a+bi|a,b\in \mathbb {Z} }} — кільце гаусових цілих чисел. Тоді {\displaystyle Quot(R)={c+di|c,d\in \mathbb {Q} }} — поле гаусових раціональних чисел.
- Поле часток для поля ізоморфне даному полю.
- Для поля K, полем часток многочленів однієї змінної K[X], є поле раціональних функцій K(X).